# Polyplocotes antennalis
Polyplocotes antennalis là một loài bọ cánh cứng trong họ Ptinidae. Loài này được Mjoberg miêu tả khoa học năm 1916.